# Joachim Hao Kaizhi
Św. Joachim Hao Kaizhi (Joachim Ho) (chiń. 郝開枝教友) (ur. 1782 r. w Zhazuo, Xiuwen, Kuejczou w Chinach – zm. 9 lipca 1839 r. w Guiyang) – święty Kościoła katolickiego, katechista, męczennik.

## Życiorys
Urodził się we wsi Zhazuo w powiecie Xiuwen, prowincji Kuejczou w niechrześcijańskiej rodzinie. Najpierw próbował utrzymać się z pracy przy bawełnie, następnie zajmował się wyrobami z miedzi. W 1802 r. spotkał Józefa Zhang Dapeng, który opowiedział mu o Jezusie. Po śmierci ojca przeniósł się z matką do Guiyang. Tam został ochrzczony i ożenił się z chrześcijanką. Po kilku latach jego żona zmarła i od tego czasu żył w celibacie. Oddał swój dom na potrzeby kapłanów.
Podczas prześladowań w 1814 r. został aresztowany razem z ok. 200 katolikami. Odmówił podeptania krzyża i poddano go torturom. Nie udało się zmusić go do wyrzeczenia wiary i został zesłany do Mongolii, gdzie przebywał prawie 20 lat. Spotkał tam wielu wygnanych księży i chrześcijan. Joachim Hao towarzyszył żołnierzom tłumiącym rebelię za co w nagrodę za odwagę pozwolono mu wrócić do domu. W 1836 r. ponownie go aresztowano i próbowano zmusić do wyrzeczenia się wiary, na co się nie zgodził. Został stracony przez uduszenie 9 lipca 1839 r. po zatwierdzeniu wyroku przez cesarza.

## Dzień wspomnienia
9 lipca w grupie 120 męczenników chińskich.

## Proces beatyfikacyjny i kanonizacyjny
Został  beatyfikowany 27 maja 1900 r. przez Leona XIII. Kanonizowany w grupie 120 męczenników chińskich 1 października 2000 r. przez Jana Pawła II.